# Apple IIc Plus
O Apple IIc Plus foi o sexto e último modelo da linha Apple II de computadores pessoais, produzido pela Apple Computer. O "Plus" no nome era uma referência às características adicionais por ele oferecidas, em relação ao Apple IIc original, tal como maior capacidade de armazenamento (um drive embutido de 3" 1/2, substituindo o anterior, de 5" 1/4), velocidade de processamento aumentada e padronização geral dos componentes do sistema. Numa mudança de direção notável, o Apple IIc Plus, em grande parte, não introduziu novas tecnologias nem foi responsável por qualquer avanço evolutivo da série Apple II, mas meramente integrou periféricos existentes no design do Apple IIc original. O desenvolvimento da máquina de 8 bits foi criticado dentro da própria Apple por pessoas mais interessadas no significativamente mais avançado Apple IIGS, de 16 bits. Todavia, como um IIgs portátil poderia impactar nas vendas do Macintosh e era necessário enfrentar a concorrência agressiva dos novos modelos do clone Vtech Laser 128, a resposta foi fazer uma versão "turbinada" do IIc. Todavia, por vários motivos, inclusive de marketing (ou da falta dele), o IIc Plus teve vida curta em comparação aos seus predecessores.

## Especificações técnicas

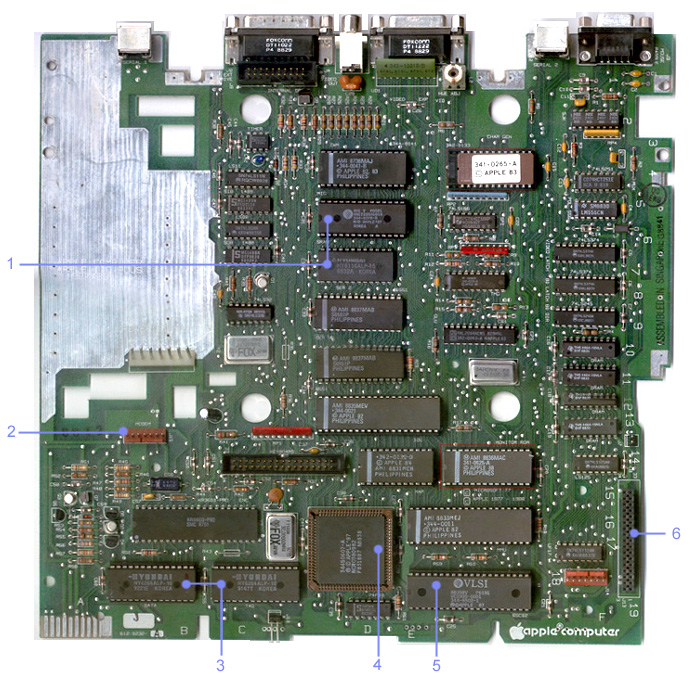
Placa-mãe do IIc Plus, normalmente inacessível (sistema fechado): MIG e SRAM de 2 KiB (1), conector de modem interno (2), cache dual de 8 KiB para UCP (3), acelerador ASIC (4), 65C02 de 4 MHz (5) e conector de expansão de memória (6).

| UCP           | WDC 65C02 em 1,00 ou 4,00 MHz (selecionável pelo usuário)                                                                                      |
| RAM           | 128 KiB (base) — 1 MiB (máxima) |
| ROM           | 32 KiB |
| Teclado       | 62 teclas com teclas de cursor |
| Gráficos      | texto: 40x24 ou 80x24 linhas; gráficos: 40x48 (16 cores) / 80x48 (16 cores) / 280x192 (6 cores) / 140x192 (16 cores) / 560x192 (monocromático) |
| Som           | um canal (alto-falante embutido) |
| Periféricos   | Monitor de vídeo, joystick/mouse, monitor RGB, acionador de disco, 2 portas RS232C.                                                            |
| Armazenamento | 1 drive de 3" 1/2, 800 KiB, ejeção de disquete por software.                                                                                   |